# The ABBA Generation
'The ABBA Generation là album đầu tay của nhóm nhạc trẻ Thụy Điển A*Teens, tất cà các bài hát trong album đều được cover lại từ ban nhạc ABBA huyền thoại. 
Nhóm đã gặt hái nhiều thành công từ album này không chỉ riêng ở Thụy Điển mà còn ở Nhật Bản và nhiều nước khác, trong đó có cả Hoa Kỳ. Tất cả hơn 4 triệu bản của The ABBA Generation đã được bán trên toàn Thế giới
Trước khi ra album này, A*Teens đã cho ra đĩa đơn "Mamma Mia!" đứng nhiều tuần liền trên vị trí số 1 của bảng xếp hạng âm nhạc Thụy Điển